# Clément Lefert
Clément Lefert (født 27. september 1987 i Nice, Frankrig) er en fransk svømmer. Han har vundet guld og sølv de olympiske lege i London i 2012. 